# Globochthonius vandeli
Espèce
Synonymes
- Chthonius vandeli Dumitresco & Orghidan, 1964

Globochthonius vandeli est une espèce de pseudoscorpions de la famille des Chthoniidae.

## Distribution
Cette espèce est endémique de Roumanie. Elle se rencontre dans la grotte Peștera Liliecilor à Gura Dobrogei.

## Publication originale
- Dumitresco & Orghidan, 1964 : « Contribution à la connaissance des Pseudoscorpions de la Dobroudja. 1re note. », Annales de Spéléologie, vol. 19, no 3, p. 599-630.